# Giganci Na Żywo 2009: Stavanger
Giganci Na Żywo 2009: Viking Power Challenge – indywidualne, drugie w 2009 r. zawody
siłaczy z cyklu Giganci Na Żywo.
Data: 6 czerwca 2009 r.

Miejsce: Stavanger  Norwegia
WYNIKI ZAWODÓW:
| Miejsce | Zawodnik               | Kraj              | Punkty |
| ------- | ---------------------- | ----------------- | ------ |
| 1.      | Travis Ortmayer        | Stany Zjednoczone | 61     |
| 2.      | Richard Skog           | Norwegia          | 57     |
| 3.      | Michaił Koklajew       | Rosja             | 53     |
| 4.      | Stefán Sölvi Pétursson | Islandia          | 43,5   |
| 5.      | Kevin Nee              | Stany Zjednoczone | 40     |
| 6.      | Jimmy Marku            | Anglia            | 26,5   |
| 7.      | Johannes Årsjö         | Szwecja           | 17,5   |
| 8.      | Sławomir Toczek        | Polska            | 16     |
| 9.      | Ole Martin Hansen      | Norwegia          | 12     |
| 10.     | Bjørn Andre Solvang    | Norwegia          | 11,5   |
| 11.     | Jarosław Dymek         | Polska            | 11     |
| 12.     | Ole Øxnevad            | Norwegia          | 7      |

Trzech najlepszych zawodników zakwalifikowało się do Mistrzostw Świata Strongman 2009.